# ルブリン医科大学
ルブリン医科大学 （ポーランド語: Uniwersytet Medyczny w Lublinie ）（英語: Medical University of Lublin）は、ルブリンに本部を置くポーランドの医科大学。1950年創立、1944年大学設置。

## 学部
- 医学部
  - 医学科（4&6年制）
- 薬学部
  - 薬学科
- 歯学部
  - 歯学科

## 有名な学者
教授Tadeusz Krwawiczは1961年に、水晶體嚢內摘出術の最初のクライオプローブを開発

## 附属施設
- 医学部
  - ルブリン大学医学部附属病院
- 歯学部
  - ルブリン大学歯学部附属病院
- 附属図書館